# Піпа (амфібія)
Піпа (Pipa) — рід земноводних родини Піпові ряду Безхвості. Має 7 видів.

## Опис
Загальна довжина представників цього роду досягає 20 см. Тіло майже чотирикутне, сильно сплощене. На широкій голові розташовані дуже дрібні, звернені вгору очі і щупальцеподібні шкірні клаптики, що звисають від кутів рота. Очі без повік. Передні кінцівки мають 4 пальці, задні — п'ять з плавальними перетинками. Пальця передніх кінцівок мають шкірясті зіркоподібні придатки на кінцях. Забарвлення коливається від сірого до червонувато-бурого, по світлому череву іноді проходить темна смуга.

## Спосіб життя
Ведуть водний спосіб життя, полюбляє невеликі природні водойми або зрошувальні канали на плантаціях. Не залишають воду протягом усього життя. При добуванні їжі піпи використовують стратегію сміттяра. Передніми кінцівками розкопують ґрунт, піднімають муляку, потім вихоплюють з нього води харчові частки.
Це яйцекладні земноводні. Самиця відкладає до 114 яєць.

## Розповсюдження
Мешкає у Колумбії, Еквадорі, Венесуелі, Гаяні, Французькій Гвіані, Суринамі, Перу, Болівії, Бразилії, а також на островах Тринідад і Тобаго.

## Види
- Pipa arrabali
- Pipa aspera
- Pipa carvalhoi
- Pipa myersi
- Pipa parva
- Pipa pipa
- Pipa snethlageae